# If... Dog... Rabbit...
Pour plus de détails, voir Fiche technique et Distribution.
If... Dog... Rabbit... est un film américain écrit et réalisé par Matthew Modine, sorti en 1999.

## Fiche technique
- Titre : If... Dog... Rabbit...
- Réalisation et scénario : Matthew Modine
- Décors : Mauricio De Aguinaco
- Costume : Danielle King
- Montage : Craig Nisker
- Producteur : Ashok Amritraj
Elie Samaha
Andrew Stevens
- Distribution : New City Releasing
- Format : Couleur - 1,33:1 - 35mm - Ultra Stereo
- Langue : Anglais américain*Pays :  États-Unis
- Dates de sortie :
  -  Allemagne : 10 septembre 1999
  -  Italie : 14 avril 2000
  -  Espagne : 2 juin 2000
  -  Argentine : 5 juillet 2000
  -  Australie : 16 janvier 2001
  -  États-Unis : 3 septembre 2002

## Distribution
- Matthew Modine (VF : Antoine Tomé) : Johnie Cooper
- David Keith : Parole Officer Gilmore
- John Hurt : Sean Cooper
- Bruce Dern : McGurdy
- Joe D'Angerio : Angry Businessman
- Kevin J. O'Connor : Jamie Cooper
- Lisa Marie : Judy
- Lisa Blount : Sarah Cooper-Toole
- Nick Love : Elliot Toole